# Nova Venécia
Nova Venécia es un municipio del estado de Espirito Santo en Brasil.

## Datos
El municipio tiene una superficie de 1448 km cuadrados y su población en 2020 es de 50434 habitantes y está asentado en una superficie de 65 metros sobre el nivel del mar.
Está dividida en cuatro distritos: Guararema, Nova Venécia, Rio Preto y Santo Antonio de Quinze; además de contar con varios barrios como Aeroporto, Altoé, Bomfim, Margareth, Municipal I, Municipal II, Bethânia, Flora Park, Monte Castelo, Coqueiral, Diadema, Padre Giane, Vila Rúbia, São Cristóvão, Filomena, Dom José Dalvid, Bela Vista, Parque Residencial das Flores, Santa Luzia, Beira Rio, Cohab (Ascensão), São Francisco, Iolanda, Nossa Senhora de Fátima.

## Personajes
- Richarlison, futbolista internacional con Brasil que actualmente juega en el Tottenham Hotspur de Inglaterra.